# Pronyssa
Pronyssa is een geslacht van kevers uit de familie van de loopkevers (Carabidae). De wetenschappelijke naam van het geslacht is voor het eerst geldig gepubliceerd in 1874 door Bates.

## Soorten
Het geslacht Pronyssa omvat de volgende soorten:
- Pronyssa andrsi J.Moravec & Wiesner, 2001
- Pronyssa assamensis Sawada & Wiesner, 1999
- Pronyssa ingridae Sawada &Wiesner, 1999
- Pronyssa kraatzi (W.Horn, 1899)
- Pronyssa manaslucola Wiesner, 2003
- Pronyssa montanea Sawada & Wiesner, 1999
- Pronyssa nodicollis Bates, 1874